# Ilse Salas
Pour les articles homonymes, voir Salas.
Ilse Salas, née à Mexico le 26 août 1981, est une actrice mexicaine.

## Biographie
En 2024, elle prépare la série télévisée La Liberación pour la plate-forme Prime Video.

## Filmographie sélective

### Télévision
- 2010 : Mujeres asesinas : Claudine
- 2012 : Capadocia : Eugenia Lazcano
- 2014-2016 : Sr. Ávila : Érika Duarte
- 2016 : El hotel de los secretos : Belén García Aguado
- 2017 : Maldita Tentación : Bibiana
- 2020-2021 : 100 días para enamorarnos : Constanza Franco

### Cinéma
- 2010 : Hidalgo: La historia jamás contada d'Antonio Serrano Argüelles : María Vicenta
- 2014 : Güeros d'Alonso Ruizpalacios : Ana
- 2016 : Me estás matando, Susana de Roberto Sneider : Andrea
- 2018 : Museum d'Alonso Ruizpalacios : Silvia
- 2018 : Las niñas bien d'Alejandra Márquez Abella : Sofía
- 2020 : Plaza Catedral d'Abner Benaim
- 2024 : Pedro Páramo de Rodrigo Prieto : Susana San Juan

## Distinctions

### Récompenses
- Festival international du nouveau cinéma latino-américain de La Havane 2018 : Corail de la meilleure actrice pour son rôle dans Las niñas bien[2]
- Prix Ariel 2019 : Ariel de la meilleure actrice pour son rôle dans Las niñas bien

### Nominations
- Prix Platino 2020 : meilleure actrice pour son rôle dans Las niñas bien
- Prix Platino 2022 : meilleure actrice pour son rôle dans Plaza Catedral[3]
- Prix Ariel 2022 : Ariel de la meilleure actrice pour son rôle dans Plaza Catedral
- Prix Ariel 2024 : Ariel de la meilleure actrice pour son rôle dans Familia[4]